# Didymocentrus nitidus
Espèce
Synonymes
- Diplocentrus nitidus Hirst, 1907

Didymocentrus nitidus est une espèce de scorpions de la famille des Diplocentridae.

## Distribution
Cette espèce est endémique du Nicaragua.

## Description
La femelle décrite par Francke en 1978 mesure 38,50 mm.

## Systématique et taxinomie
Cette espèce a été décrite sous le protonyme Diplocentrus nitidus par Hirst en 1907. Elle est placée dans le genre Didymocentrus par Francke en 1978.

## Publication originale
- Hirst, 1907 : Notes on scorpions, with descriptions of two new species. Annals and Magazine of Natural History, sér. 7, vol. 19, p. 208-211 (texte intégral).